# Miguel Mejía Barón
Miguel Mejía Barón (Città del Messico, 17 aprile 1949) è un allenatore di calcio messicano.
Ha allenato il Messico a Stati Uniti 1994.

## Carriera
Ha allenato diverse squadre in Messico, come il Pumas UNAM, il Monterrey e l'Atlante. Durante il periodo compreso tra la Copa América 1993 e la Copa América 1995 ha allenato il Messico, giungendo in finale della Copa América 1993. L'ultima squadra che ha allenato è stata il Pumas UNAM.